# Dodécapole étrusque
La dodécapole étrusque est l'ensemble des douze cités-États étrusques qui, selon la tradition, en Étrurie, formaient une alliance fort lâche de nature religieuse que les historiens appellent la ligue, la confédération ou encore la fédération étrusque.

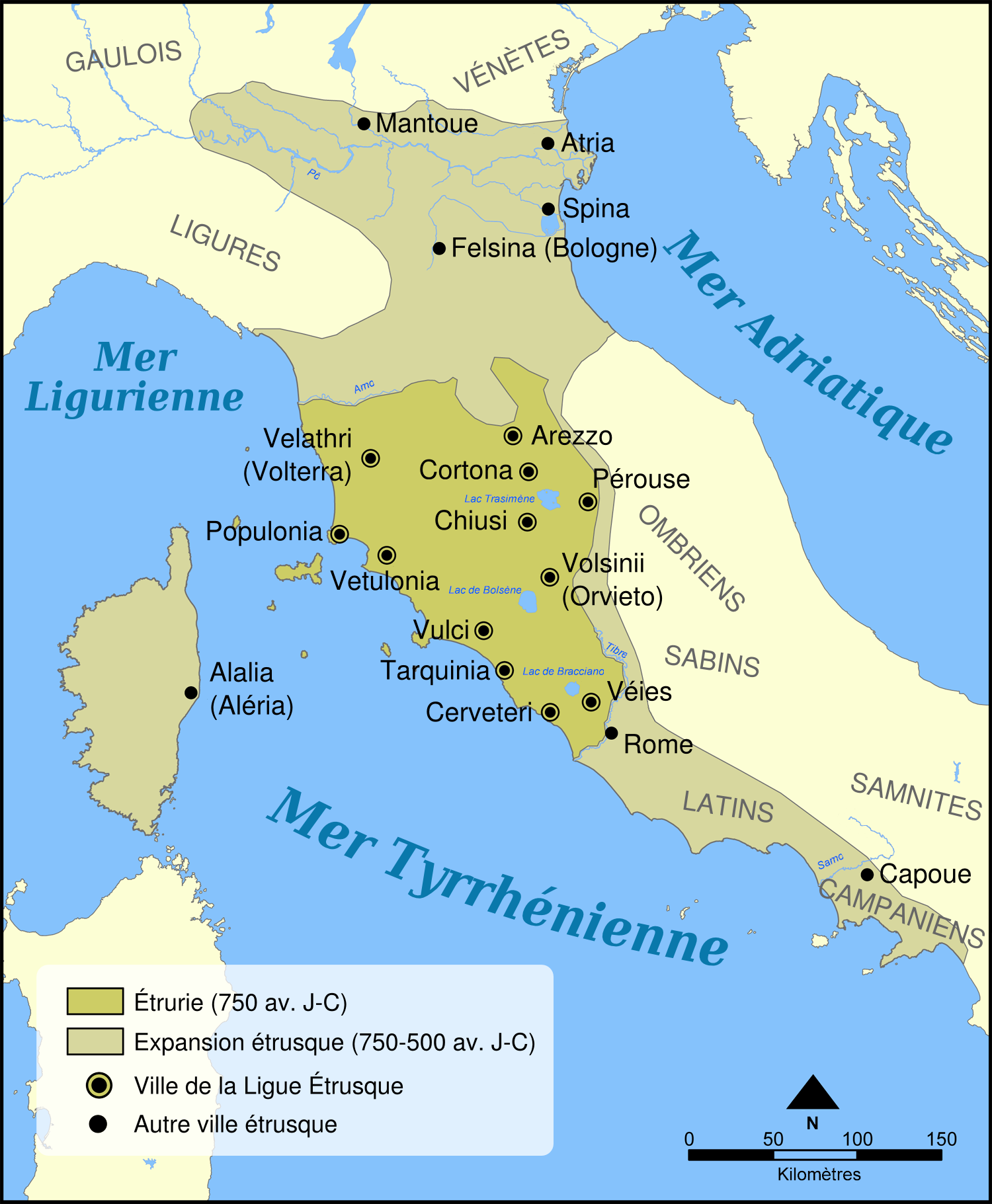
Localisation des principales cités étrusques et de Rome entre le et le

Les étruscologues, en se fondant sur les rares sources littéraires de l'Antiquité et en analysant des inscriptions étrusques, ont émis diverses conjectures à propos du fonctionnement de cette institution. Des réunions annuelles au Fanum Voltumnae, on ne sait pas avec exactitude si elles étaient uniquement religieuses, ou si elles revêtaient également un caractère politique. Quant au rex ou au sacerdos des sources latines, qui les présidait, on a tenté de l'identifier au zilath melch rasnal de certaines inscriptions étrusques.
Les douze cités-États étrusques observent une évolution urbanistique graduelle passant, par le biais d'un processus de synœcisme, de sites proto-urbains, jusqu'à former, au cours du VIIe siècle av. J.-C., de vastes complexes citadins.
Ces derniers se caractérisent notamment par la présence de puissantes murailles et des schémas planimétriques affectés, pour la plupart, d'une stricte régularité rectiligne.
À l'origine composée uniquement d'une ligue de douze cités-États, la dodécapole étrusque, se serait, s'il faut en croire les sources grecques et latines, accrue sur ses marges de deux autres ligues : l'Étrurie de Campanie au sud et l'Étrurie padane au nord.
Se joignirent aussi à cette ligue des peuples non étrusques, soucieux de contrer l'expansionnisme romain : les Falisci et les Capenati.

## Terminologie
Pour désigner la ligue ou confédération — des termes modernes employés par les étruscologues —, les écrivains grecs parlaient simplement de dôdeka poleis c'est-à-dire « douze cités ». Denys d'Halicarnasse parle quant à lui de douze hegemoniai, tandis que les écrivains latins parlaient de duodecim populi, c'est-à-dire douze peuples.

## Liste
L'identité des douze villes qui faisaient partie de la ligue étrusque ne nous est pas connue de manière certaine : il n'existe aucun document historique, en particulier étrusque, sur ce sujet. On ne peut donc que spéculer.
Jean-Paul Thuillier s'est penché sur le problème de la liste des douze cités. Il ne s'agit pas d'une liste immuable. Thuillier suggère d'en déterminer la composition en se référant à des critères archéologiques, c'est-à-dire en tenant compte de leur superficie, ou en glanant dans les données littéraires les informations éparses qui témoignent de leur prestige ou de leur puissance. Véies ou Tarquinia, par exemple, ne peuvent qu'en avoir fait partie. Si l'on suit l'écrivain du IVe siècle Servius, Populonia n'en faisait pas partie à l'origine. Pour ce qui est de Rusellæ, Thuillier estime qu'elle est trop proche de Vetulonia pour que les deux cités en aient fait partie à la même époque.
Les listes, si elles se recoupent en très grande partie, peuvent présenter certaines différences. Dominique Briquel, qui s'en réfère à l'Italien Mario Torelli, suggère que la Dodécapole se composait de Véies, Cerveteri, Tarquinia, Vulci, Volsinies, Vetulonia, Clusium, Perusia, Arretium, Cortone, Volterrae et Fiesole. Jean-Paul Thuillier, quant à lui, hésite entre Pise et Fiesole. Avec la prise par les Romains de Véies, il est probable qu'une autre cité prit sa place. Thuillier suggère que ce pourrait être Populonia. On peut exclure que le déclin de certaines cités ait entraîné une recomposition de la liste, mais cela reste du domaine de la spéculation. Après que l'Étrurie fut devenue, sous Auguste, la Région VII de l'Italie romaine, les cités principales devinrent officiellement quinze.

## Histoire
Les cités de la dodécapole étaient en compétition pour l'expansion territoriale et le commerce, et ces antagonismes entraînèrent une mauvaise coordination militaire dans la lutte contre les agressions extérieures :

« N'allez pas penser que cette ligue de douze villes étrusques impliquait une solidarité entre elles. Chaque cité était son propre royaume. Et c'est cet esprit individualiste qui a fait chuter les Étrusques devant Rome. »

— Jean-Paul Thuillier, le Sourire des Étrusques.

## Assemblées des cités
Le siège de la ligue aurait été le fanum (sanctuaire) Voltumnae (du dieu Voltumna). Son emplacement a longtemps fait l'objet de conjectures. Il aurait été situé à Volsinies, où l'on pense en avoir retrouvé les traces sur le Campo della Fiera.
Les réunions annuelles, essentiellement de nature religieuse, auraient été présidées par un magistrat suprême élu, que Tite-Live appelle tantôt rex (roi en latin), tantôt, mais pour une période plus tardive, sacerdos (prêtre), un mot qui s'inscrit bien dans le cadre de célébrations religieuses. En étrusque, plusieurs inscriptions font état d'un zilath mechl rasnal, longtemps interprété comme un équivalent du latin praetor populorum Etruriae (c'est-à-dire "préteur des peuples d'Étrurie", et qui semblait désigner le chef de la ligue étrusque. Les étruscologues sont actuellement divisés sur le sens de cette expression, qui pourrait s'appliquer simplement au plus haut magistrat d'une cité donnée,. Il est pratiquement impossible d'aller plus loin, et, comme le reconnaît Jean-Marc Thuillier : «... Nous ne pouvons pratiquement rien dire du mode d'élection de ces magistrats ni de leurs relations avec les assemblées, qu'il s'agisse de l'équivalent d'un Sénat romain ou d'une assemblée plus populaire. »
Seul Tite-Live mentionne le sanctuaire de Voltumna, cinq fois, pour une période assez brève, dans le cadre de décisions politiques et en l'associant à des réunions politiques de ce qu'il appelle omni Etruriae concilium (le conseil de toute l'Etrurie)  (IV, 23,5)  ou encore Etruscorum concilium (le conseil des Étrusques) (IV, 61,2). Dans ce cas également, ces fragiles sources antiques ne convainquent pas tous les étruscologues.

Le Fanum Voltumnae de Velzna.
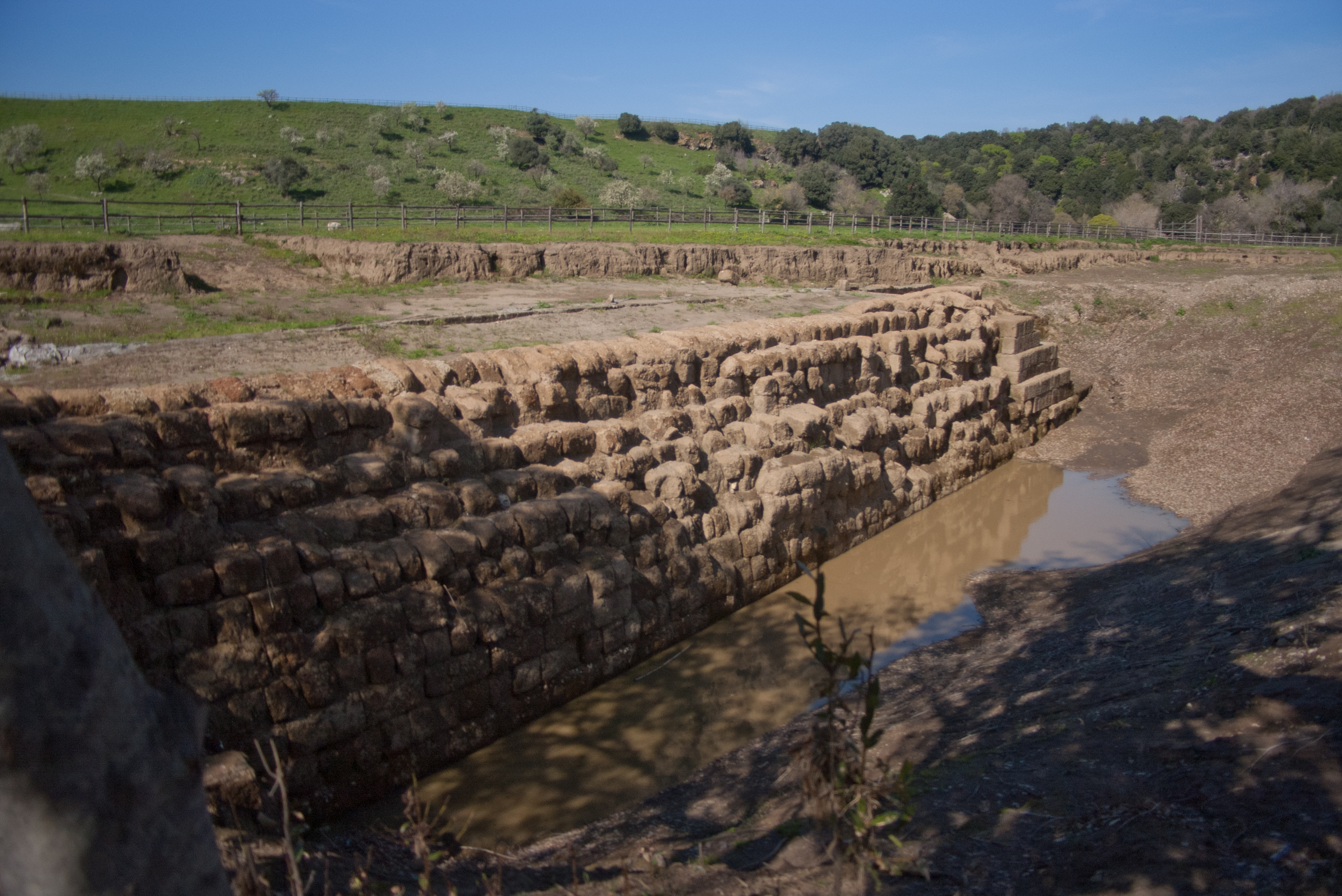
Vue du site archéologique du Fanum Voltumnae[a],[20],[21],[22].
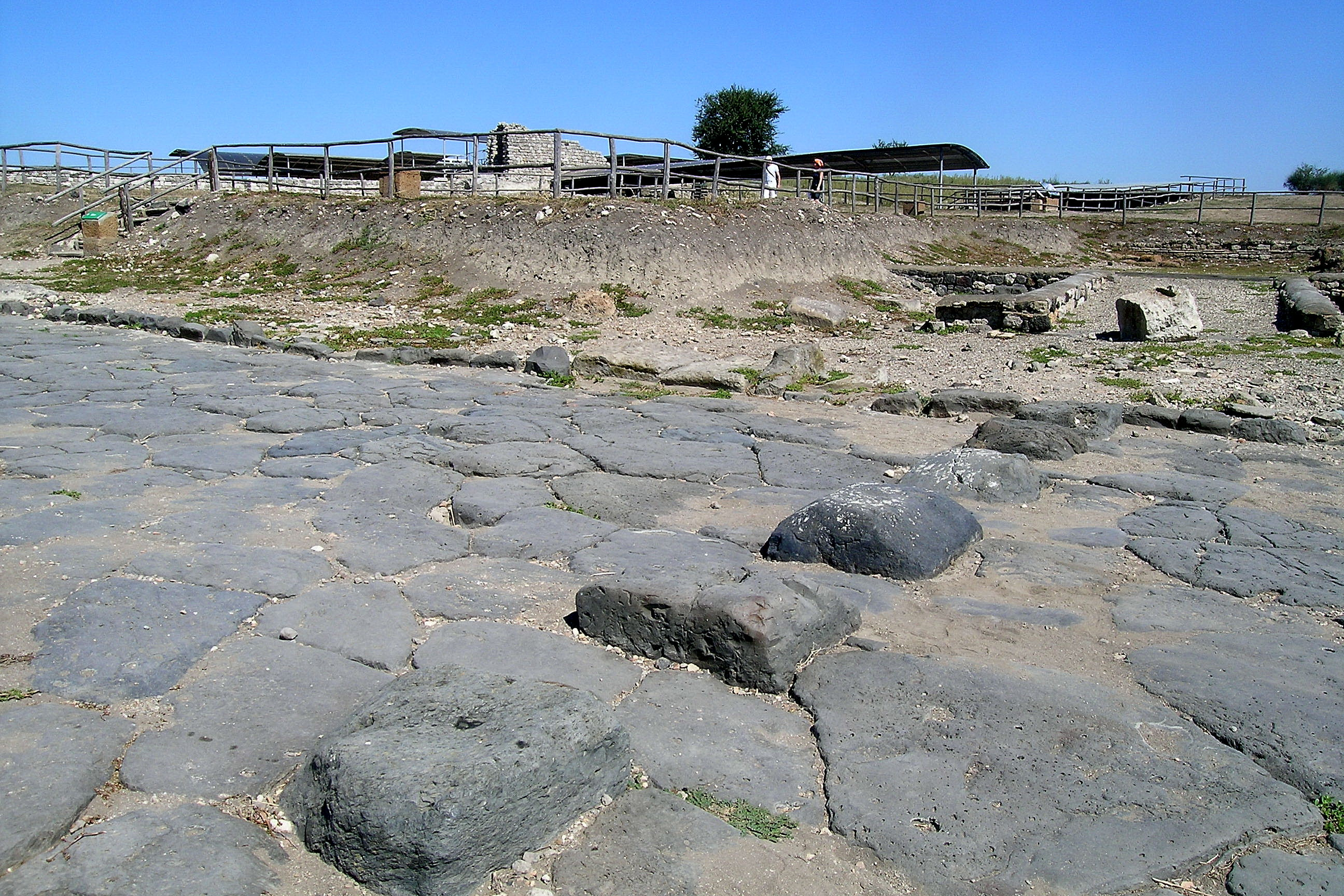
Id.
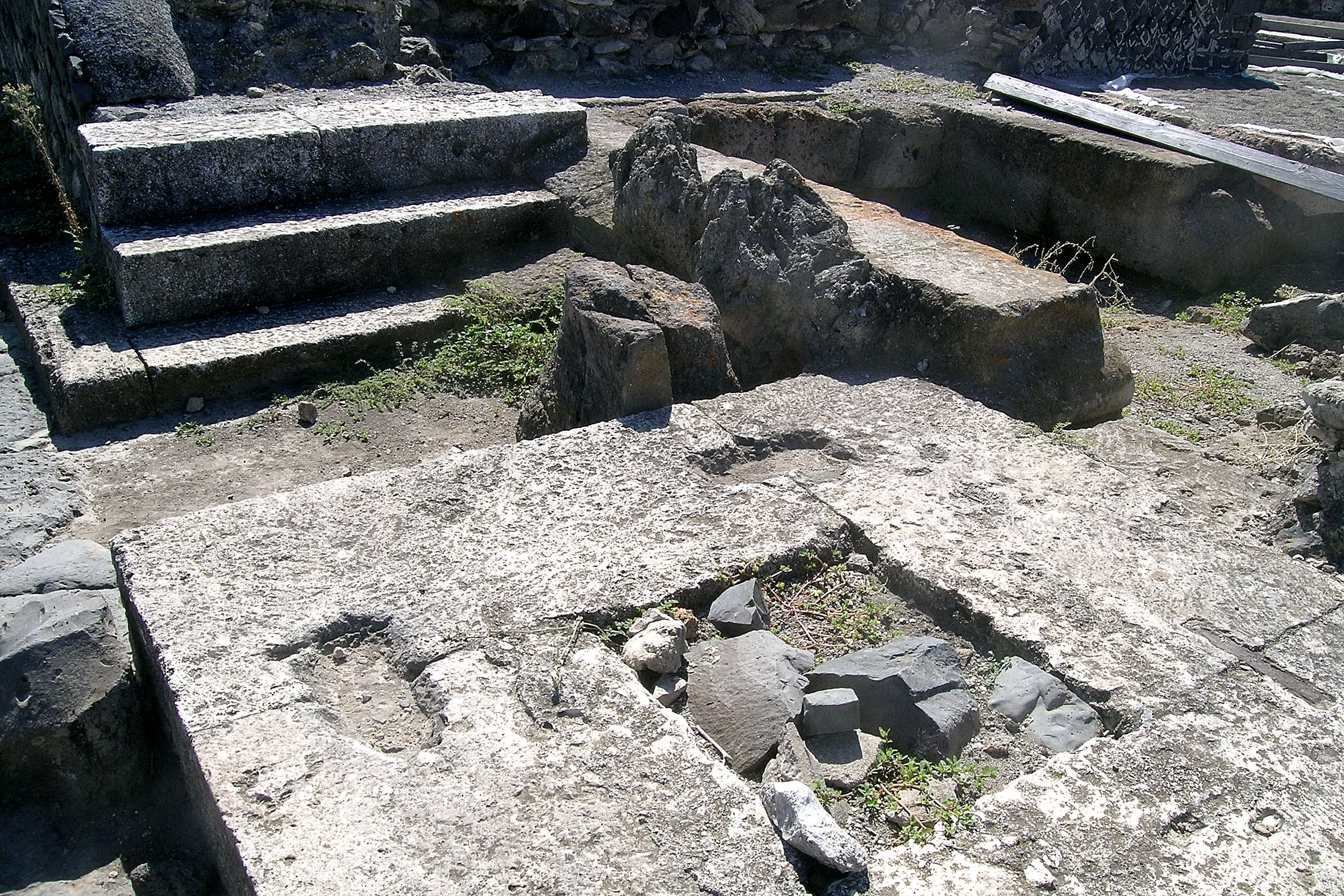
Gradins du fanum de Voltumnae à « Velzna », l'actuelle ville toscane de Vulci.

## Urbanisme

### Fondation et évolution
L'observation et l'analyse des surfaces d'occupation urbaine étrusques découvertes indiquent que ces dernières connaissent une évolution graduelle depuis le IXe siècle av. J.-C. (contexte chrono-culturel villanovien), pour à terme se constituer sous la forme de vastes métropoles à partir du VIIe siècle av. J.-C.. Ces données urbanistiques d'accroissement sont attestées sur l'ensemble des cas d'implantation étrusques de la plaine padane, jusqu'à la Campanie médiane. L'émergence des cités-États étrusques au cours du VIIIe siècle passe par un processus de « synœcisme »,. Dans ce contexte, la mise en perspective de ce phénomène d'accrétion conjugué à la densification de l'habitat pourrait suggérer que celui-ci soit à l'origine de la civilisation étrusque,.
Néanmoins, différents éléments matériels retrouvés au sein de domaines spatiaux à caractère rural concourent  à accréditer le postulat selon lequel un autre schéma de forme organisationnelle de l'habitat étrusque rivalise en parallèle avec la structure d'agencement territorial lié aux métropoles telles que « Velch ». De facto, par le biais d'une documentation archéologique constituée de nombreuses occurrences matérielles, on peut observer à partir du IXe siècle av. J.-C. le développement de structures domestiques s'apparentant aux villae romaines.
La lecture d'indicateurs matériels tels que les riches ustensiles du symposion, objets d'orfèvrerie et inscriptions de type ex-voto, extraits en contexte d'habitats, met en lumière que ces lieux de vie appartiennent très probablement à d'opulents dignitaires de la société étrusque, tels que des hiérarques, des hauts officiers militaires, ou encore des magistrats de renom,. Ces riches demeures sont généralement pourvues d'imposantes exploitations agricoles et sont également accompagnées, pour la plupart d'entre elles, d'infrastructures plus modestes sous forme d'attenances dédiées au personnel, d'ateliers de forge et d'ouvrage de la pierre, et de hangars à bestiaux. Ce schéma d'organisation de l'espace territorial demeure observable jusqu'au milieu du VIe siècle av. J.-C.. Ainsi, il est possible d'appréhender la coexistence d'un développement pérenne des cités-États étrusques d'une part, et une intégration diffuse, mais cependant remarquablement concrète et homogène au sein du maillage territorial de l'Étrurie pendant trois siècles.
En revanche, au cours de la seconde moitié du Ier millénaire av. J.-C., les métropoles acquièrent une prééminence réelle et définitive, témoignant ainsi d'un effet d'une concentration des pouvoirs à la fois politiques, religieux, économiques et culturels. Cet équation pourrait également être subordonnée à un processus probable de migration des populations, montrant ainsi un affaiblissement significatif des campagnes étrusques au profit des trois dodécapoles éponymes,,.

### Des cités fortifiées
Au travers des vestiges d'infrastructures urbanistiques mis au jour, il est possible de déterminer de manière globale une typologie des éléments de fortifications et de castramétations propres aux cités étrusques. Ces dernières sont généralement circonscrites par de puissants murs d'enceinte ouvragés au moyen de pierres taillées,.
Toutefois, les archéologues sont actuellement en mesure de certifier que cette forme urbanistique défensive ne s'est développée qu'à partir du début du Ve siècle av. J.-C. Pratiqués en fronton ou flanc d'enceinte, les points d'accès, de type monumental, sont couronnés d'arcs ornés de statues.

### Planimétrie etetrusca disciplina
D'autre part, les analyses planimétriques effectuées sur les infrastructures urbaines étrusques, mettent en lumière des tracés de pourtour d'enceinte et de système de voirie piétonne et véhiculaire rectiligne et ordonnancés par un quadrillage régulier et géométrique,,. Ces ensembles de lignes strictement perpendiculaires et régulièrement espacées supposent des connaissances scientifiques dans les domaines des applications affines sous-tendues par l'utilisation d'outils de mesure technologiquement avancés, tels que la groma (ou « gruma »  et gnomon / « γνωμων »),, le demi-pouce, le fil à plomb, ou encore le niveau,,,.
Les exemples les plus clairement définis de cette mise en perspective géométrique des infrastructures urbaines étrusques, 
apparaissent notamment sur les sites archéologiques de Marzabotto
, de « Velzna », et « Cisra »,.

Infrastructures planimétriques orthonormées et castramétation des métropoles étrusques : 2 éléments urbanistiques notables
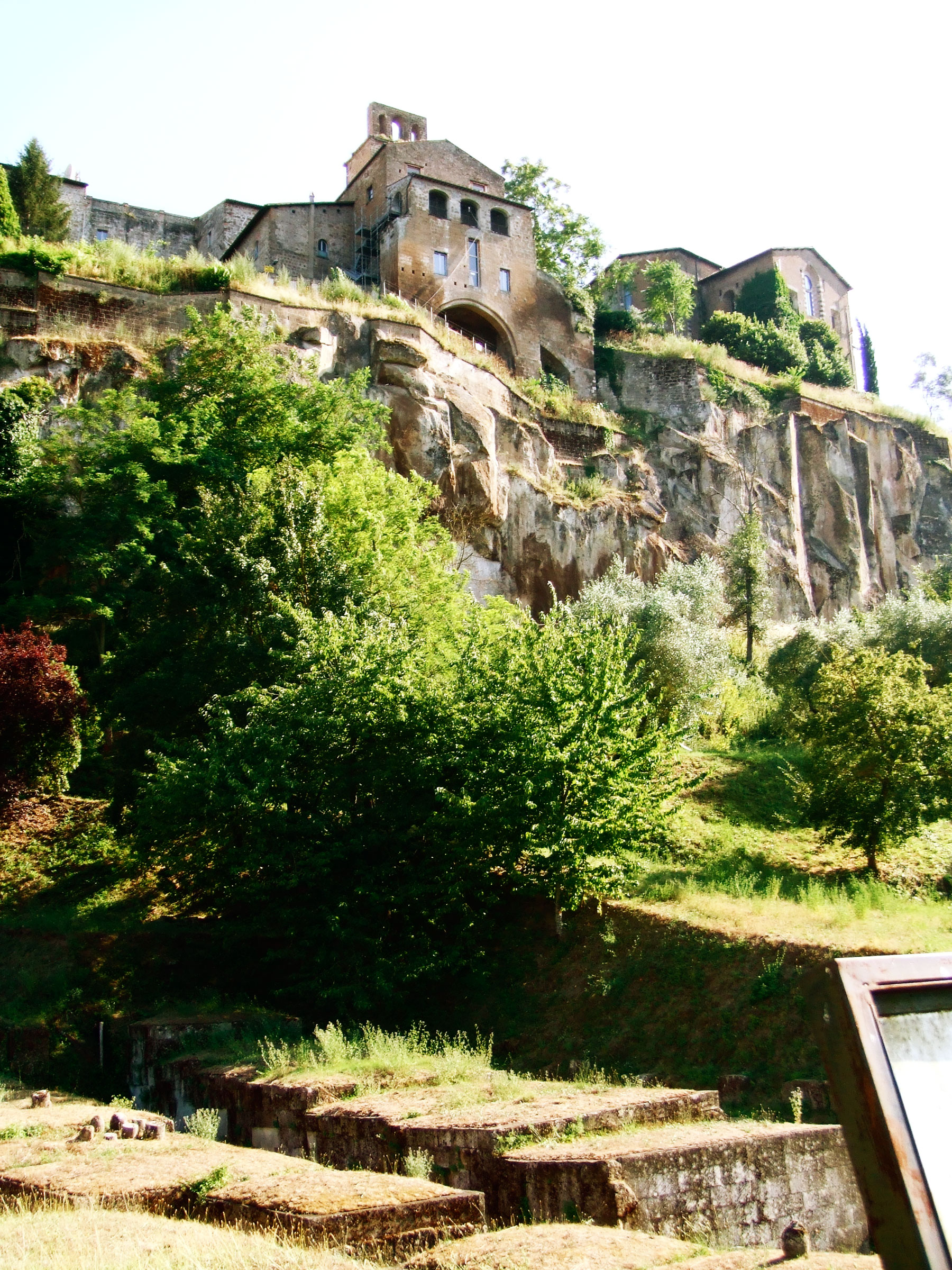
Nécropole de Crossefisso del Tufo, à caractère architectural géométrique et orthonormé[h].
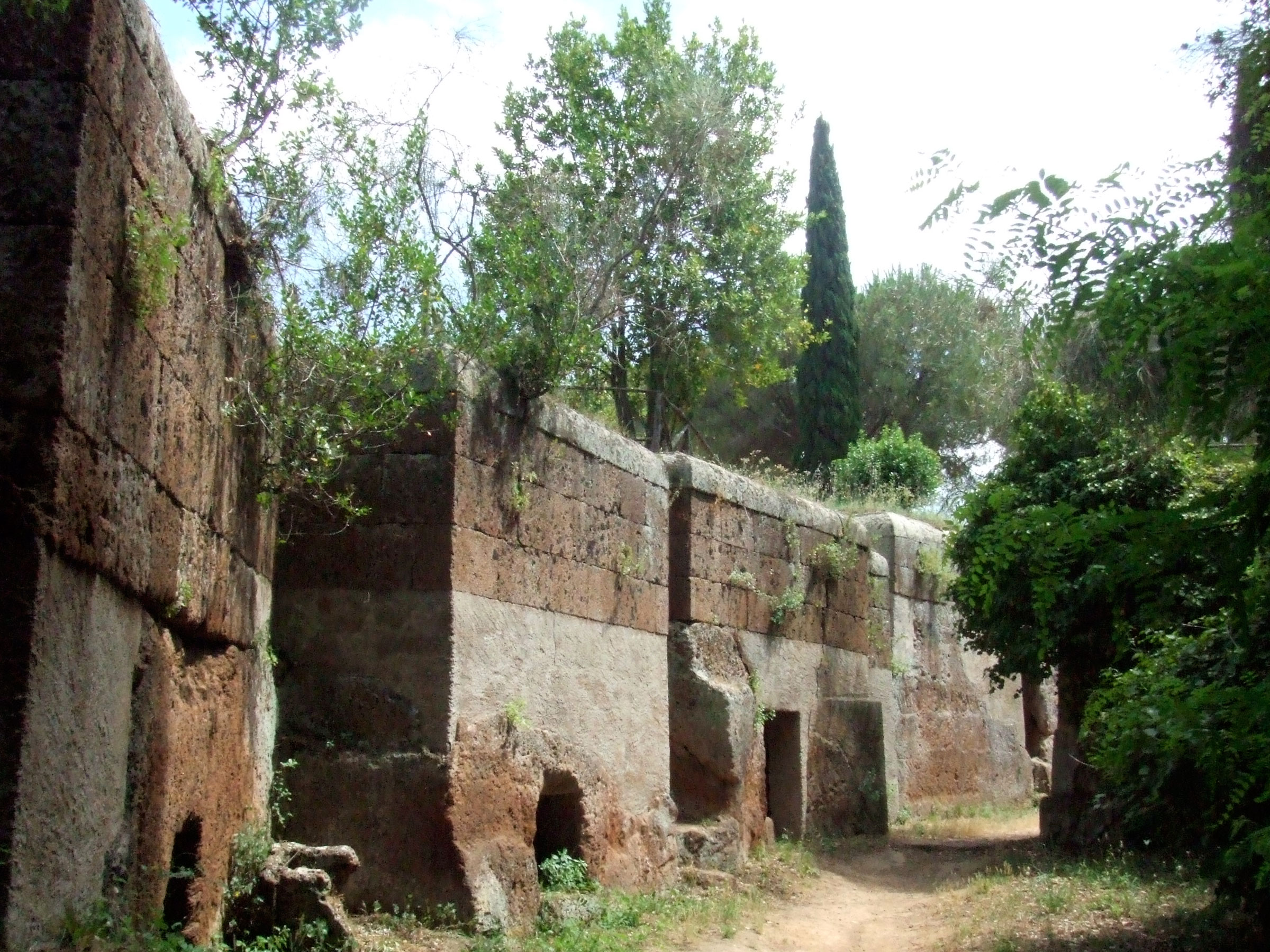
Alignements rectilignes des infrastructures funéraires de la nécropole de Banditaccia[i].
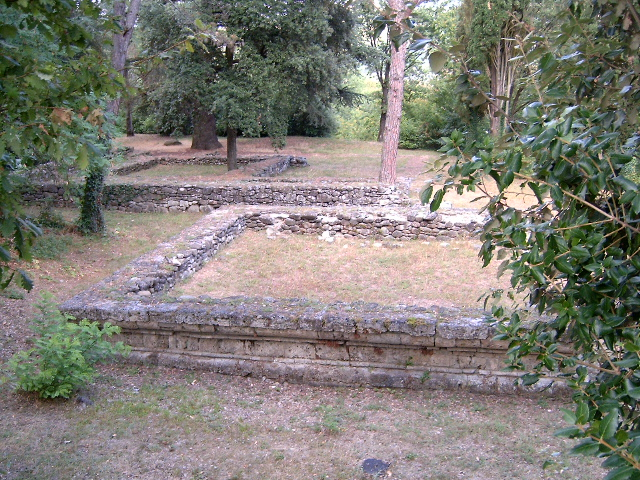
Vestiges de Misano /  « Kaituna »[j].
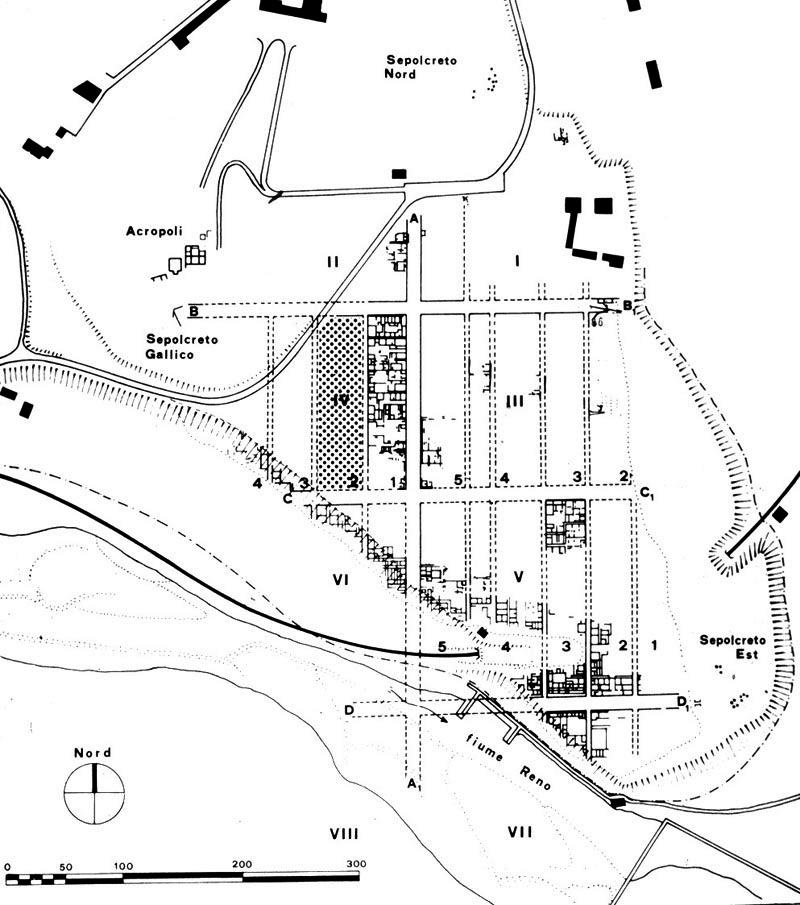
Vestiges d'habitats de « Kaituna »[k].

En contrepoint de ces éléments manifestes, un examen plus approfondi des différentes organisations de plans urbains étrusques met en évidence une relative hétérogénéité. Dans le cadre de ces données, il est effet possible de remarquer que les schémas citadins de centres telles que Spina,, ou encore « Perugia », ne relèvent pas d'un quadrillage de voirie strictement rectiligne et orthonormé,.
La lecture de ces formes de type orthonormées conférées aux complexes urbains d'importance met en perspective une interaction entre la sphère du religieux et la fondation infrastructurelle et architecturale de ces derniers. Selon l'archéologue Claire Joncheray :

« La limitatio, associée à l'Etrusca disciplina et au monde des haruspices, correspond traditionnellement à la partie des sciences empruntée par les Romains au monde étrusque. Il s’agit de l’art de délimiter les confins de propriété publique ou privée ; il correspond au rite des augures et prévaut sur la disposition des temples d’après les textes des architectes et arpenteurs romains. Le tracé des axes de la cité, dans la légende de la fondation de Rome, se réfère aux régions du ciel qui, définies par les haruspices, président au choix des espaces fastes et néfastes aux origines de Rome, exemple archétypal de toute autre fondation.
, »

Par ailleurs, au travers de la lectures des textes antiques, on peut remarquer que l'intervention des dignitaires religieux étrusques ne se limite pas au seul domaine du culte divin. Les haruspices manifestent également d'une préemption patente au sein du rite fondateur de la cité étrusque,,,. Cette intervention des édiles dévots se concrétise dans la détermination de l'emplacement des sites urbains par rapport aux points cardinaux, également appelée bornage étrusque. Concrètement, les cités-Etats des 3 dodécapoles étrusques observent globalement une orientation précise et récursive. De facto les édifices aspectent régulièrement deux lignes d'axes strictement perpendiculaires : le decumanus, d'orientation Est-Ouest ; et le cardio, d'axe Nord-Sud,. Les études archéologiques et planimétriques viennent des complexes urbains antiques viennent conforter et accréditer ces remarques issues des textes anciens grecs et romains,,,.

## Dodécapole d'origine

### Cas d'Arezzo

La cité-état de Aritim
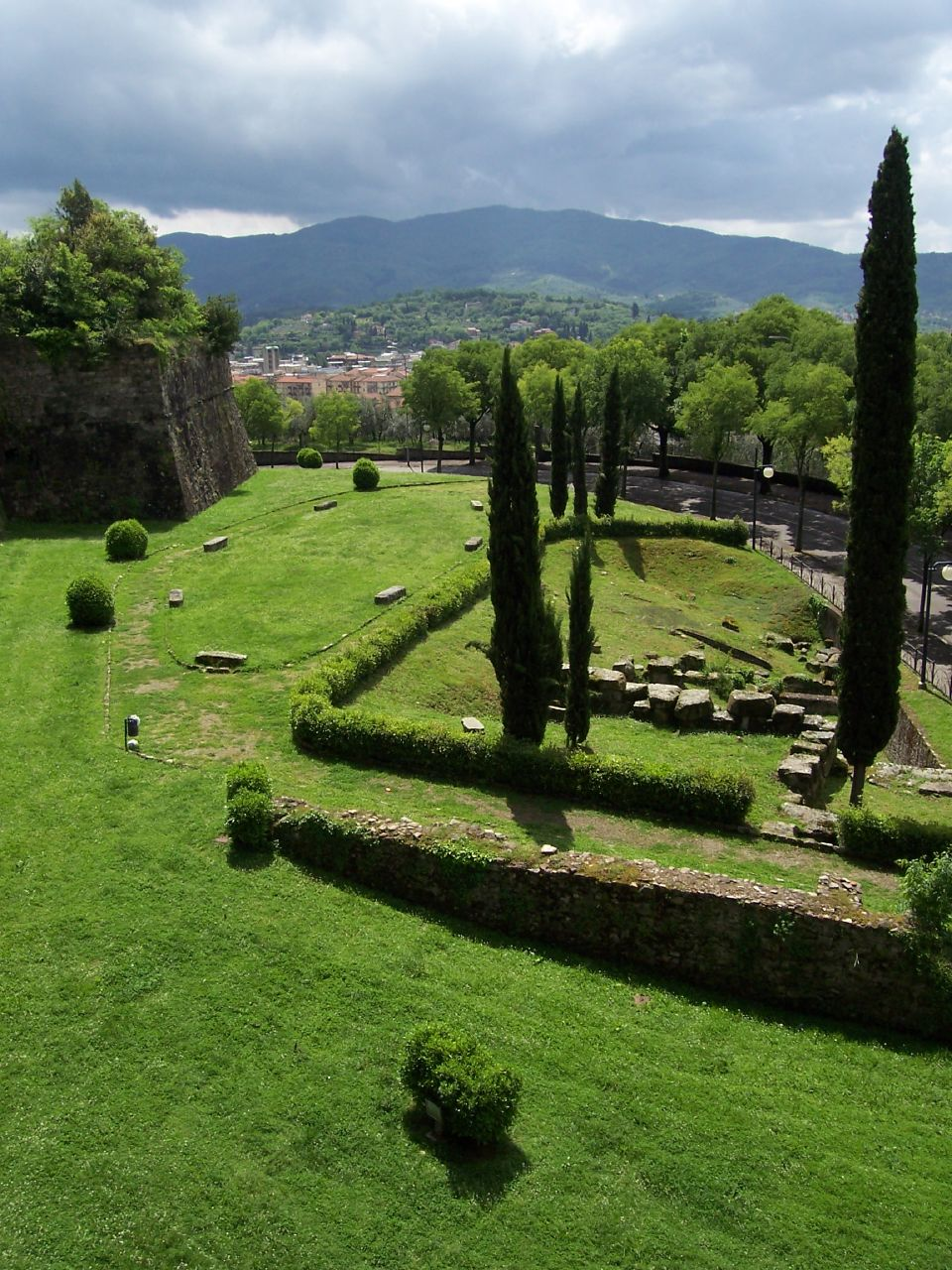
Vestiges de la métropole étrusque d'« Aritim ».
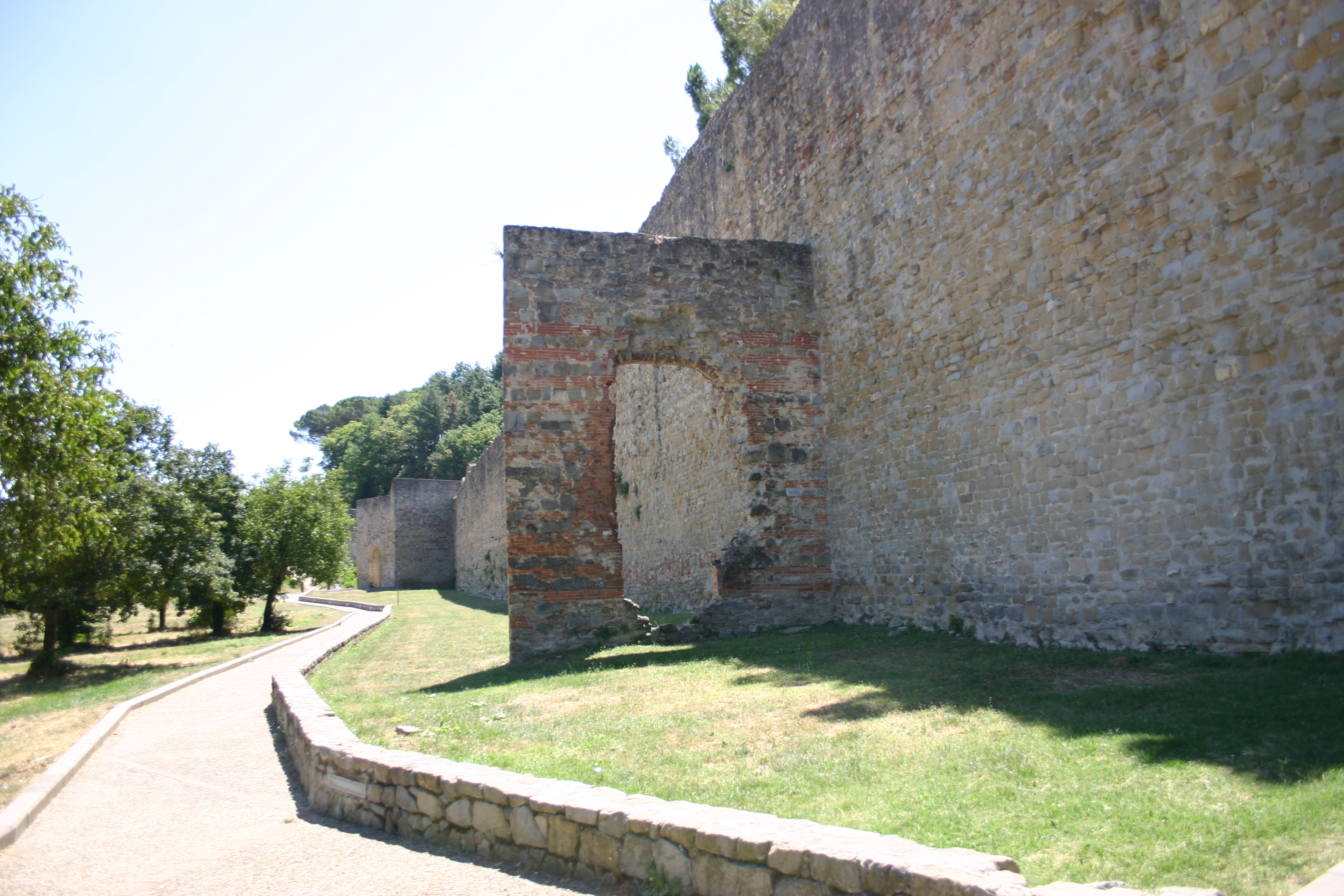
Mur d'enceinte d'« Aritim ».

Existant sous la forme de centre proto-urbain dès le IXe siècle av. J.-C., la métropole étrusque d'« Aritim » est probablement fondée selon le « rito estruriae », vers la fin du VIIIe siècle av. J.-C. La cité-Etat connaît un accroissement politique et économique au cours du VIIe siècle av. J.-C. et du VIe siècle av. J.-C., pour atteindre son apogée au long du Ve siècle av. J.-C. Le complexe urbain de toscane orientale d'Arezzo, se développe entre les contreforts des montagnes apennines médio-centrales, et la large plaine de l'Arno. La cité-Etat étrusque est en outre associée à une vaste nécropole, la Poggio del Sole, dont le fait fondateur est attribué au VIe siècle av. J.-C.,
,,.

### Exemple de Caere-Cerveteri

La cité-état de Cisra
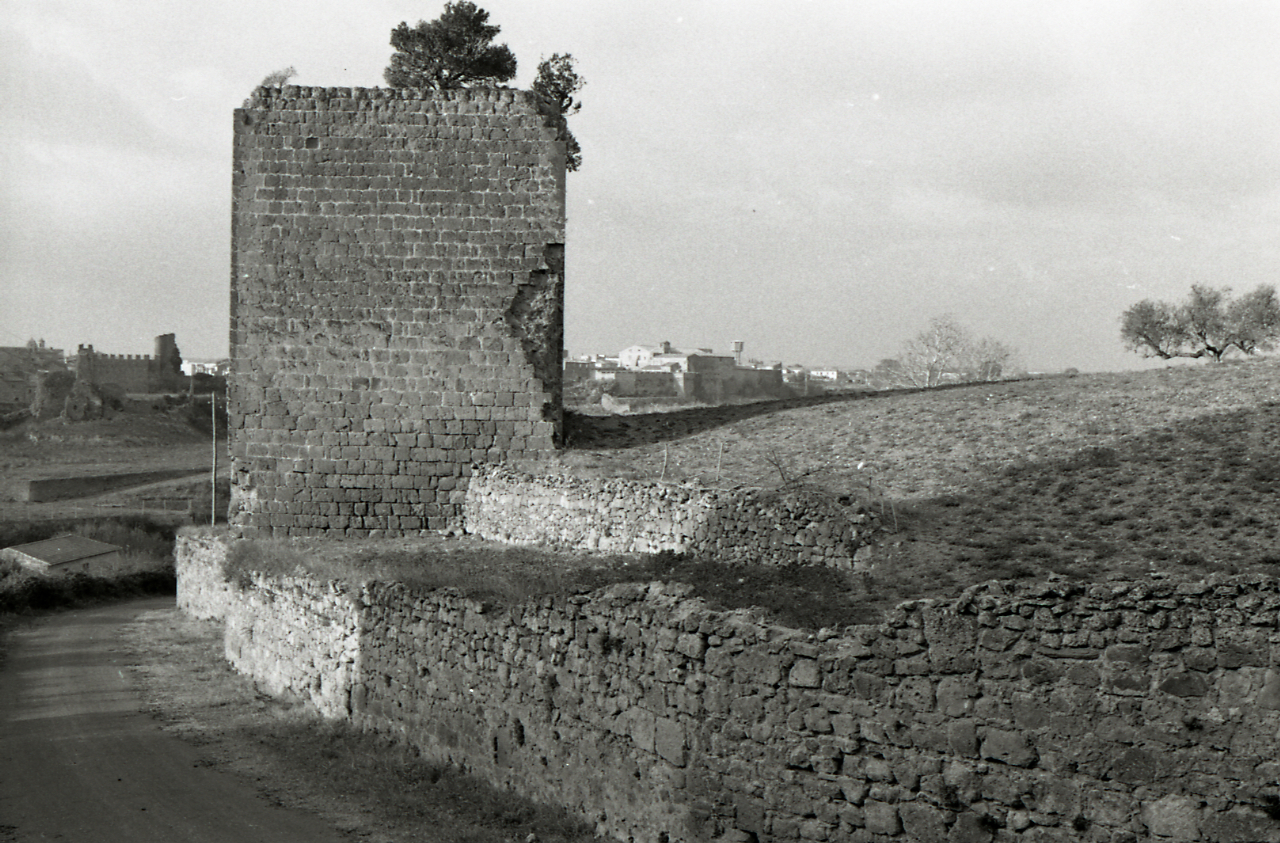
Fortifications de la métropole protohistorique de « Cisra ».
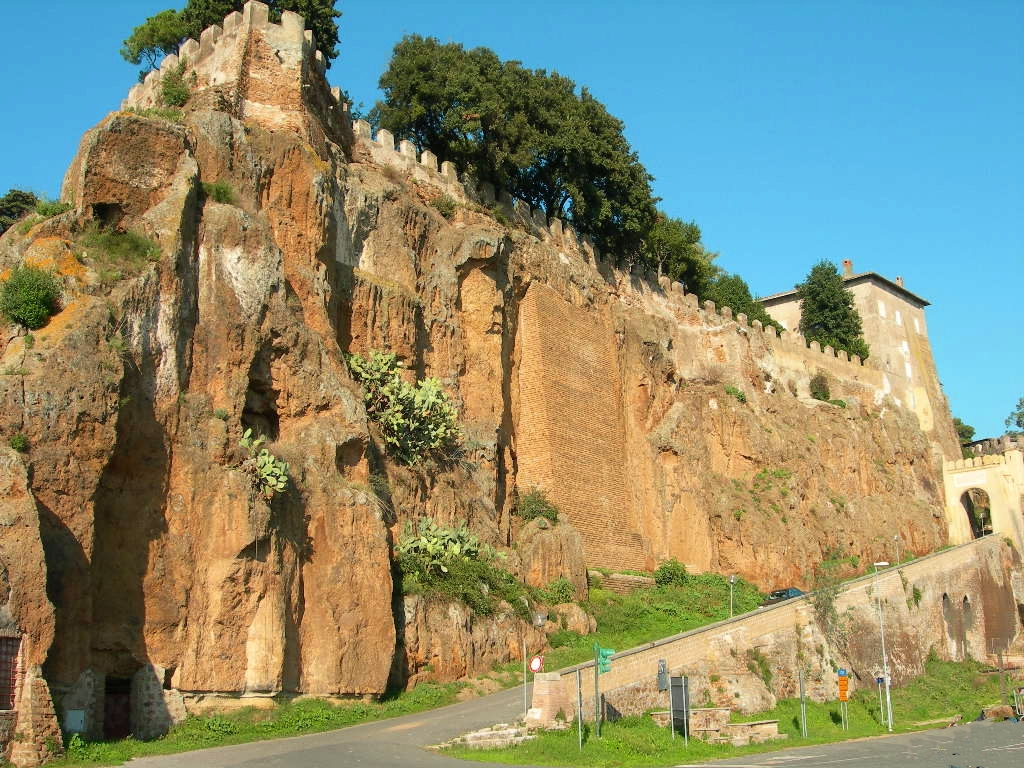
Les contreforts fortifiés de « Cisra »[n].
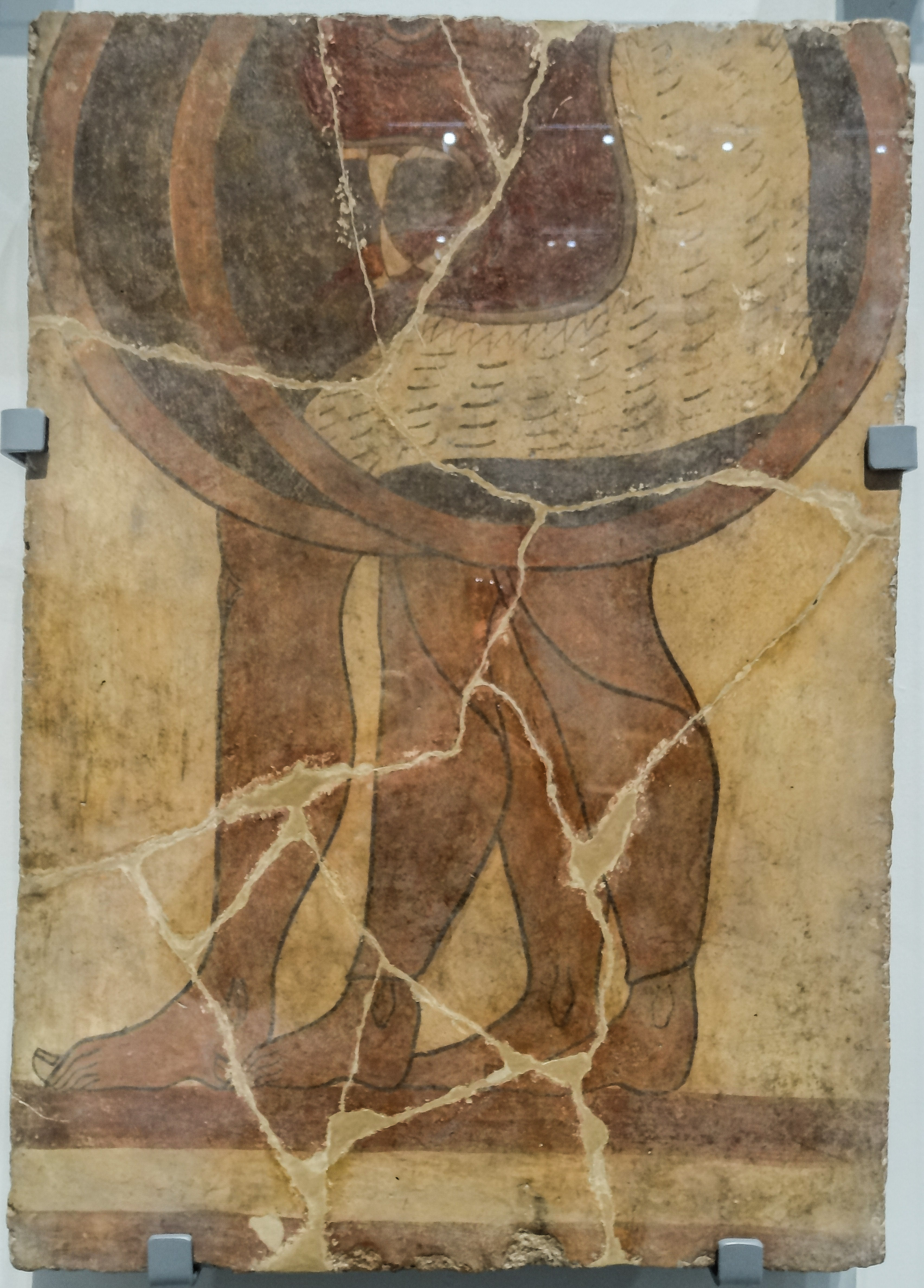
Motifs de guerrier peints sur plaque de grès trouvée dans un habitat de la cité de « Cisra »[56].
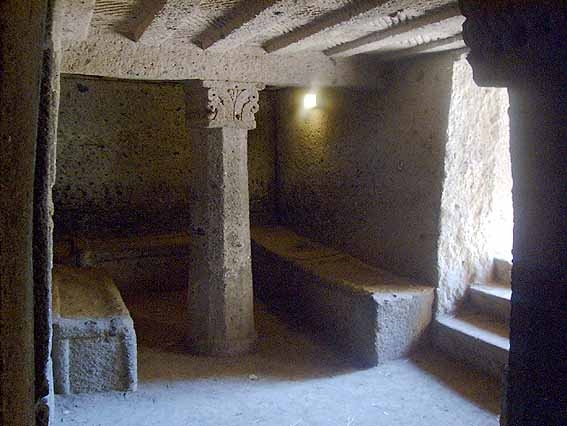
Sépulture dans la nécropole de Banditaccia[o].
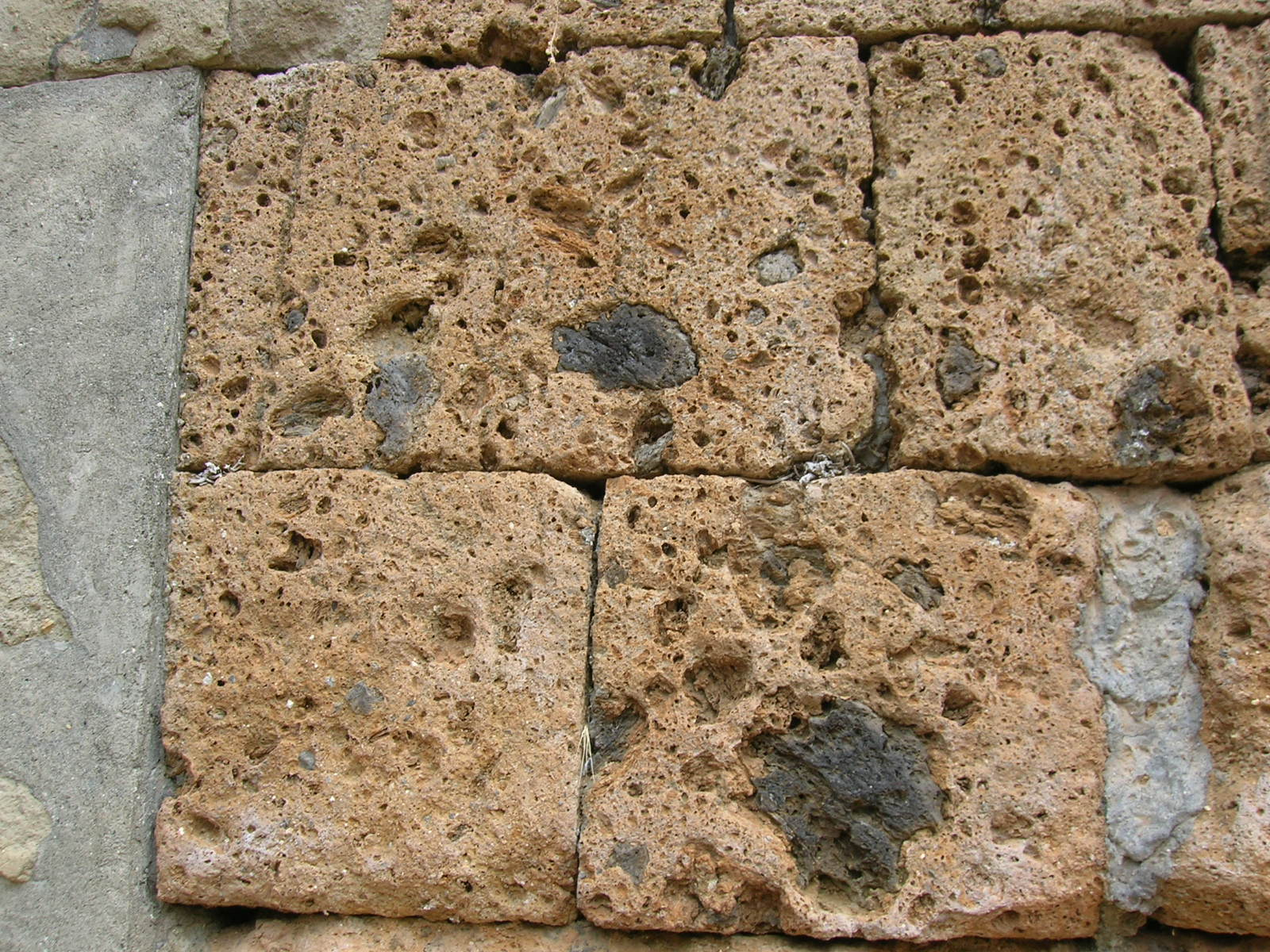
Vestiges d'infrastructure funéraire dans la nécropole de Banditaccia
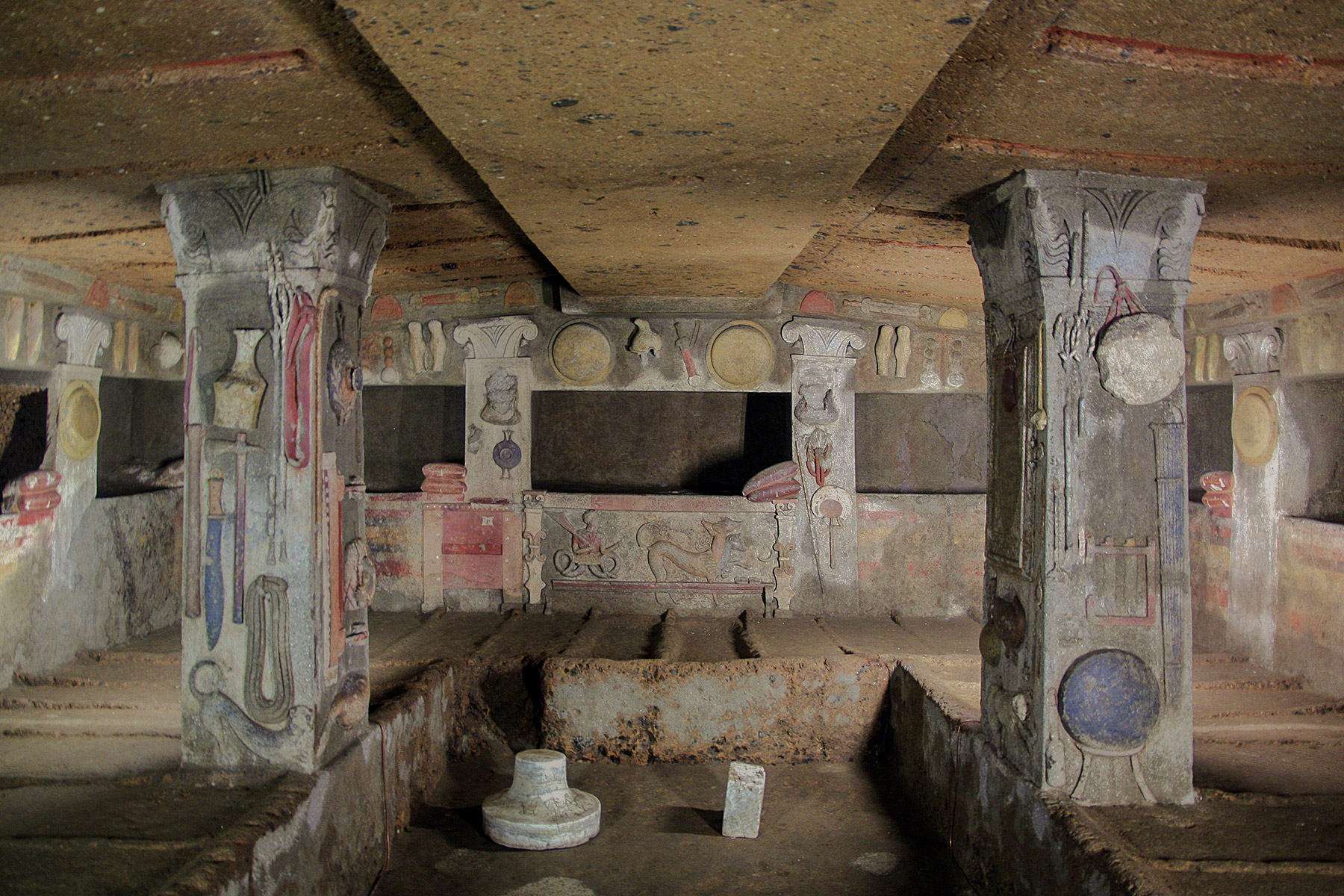
Tombe des Reliefs dans la nécropole de Banditaccia.
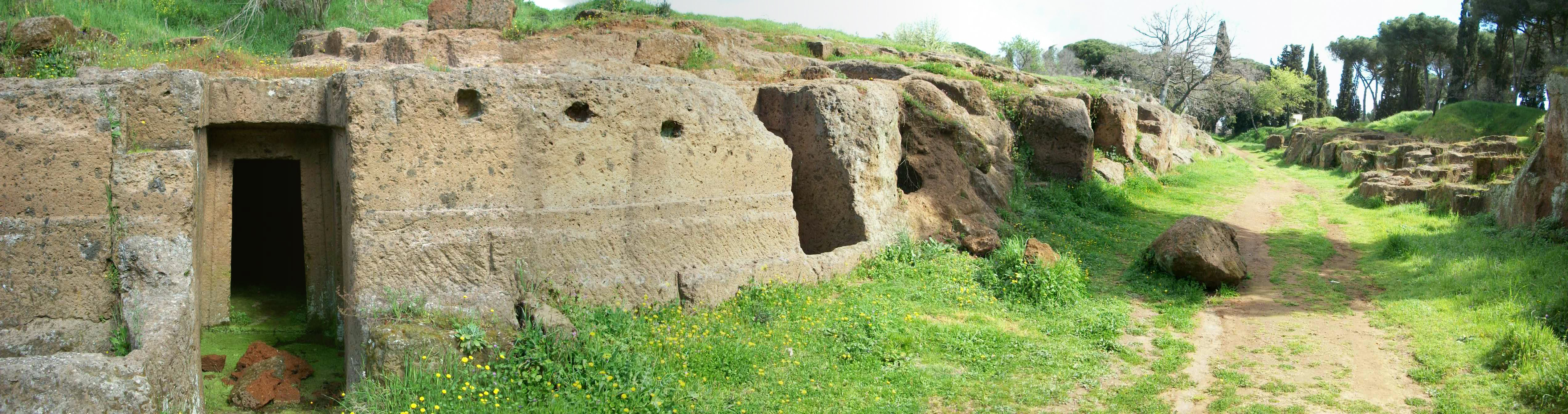
Vue panoramique de l'enceinte de la nécropole de Banditaccia.
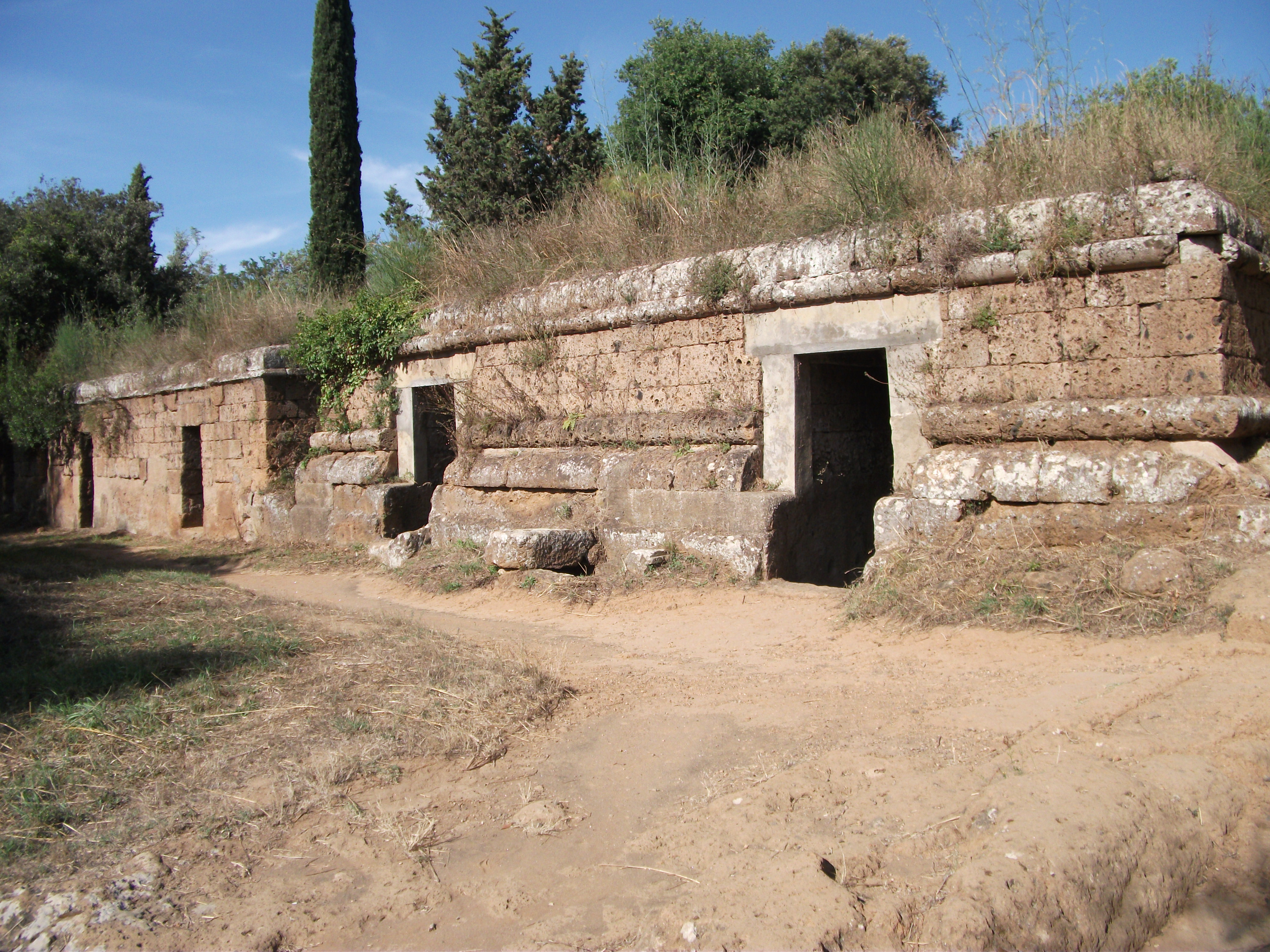
Ruines de la nécropole de Banditaccia.

À l'instar de ses homologues urbaines toscanes, la cité-Etat de « Cisra »  part d'un fait fondateur qui est reconnu et assigné au VIIIe siècle av. J.-C.. Cette dernière se présente en situation de hauteur, prenant appui sur un large promontoire, lequel surplombe le littoral tyrrhénien. Par conséquent, en regard de ce cadre topographique particulier, on peut attribuer à la métropole étrusque, une implantation géostratégique dite de castramétation. La ville, agrégeant au sol environ 150 hectares, est ceinte d'une massive fortification de pierre taillée. D'autre part, dès le milieu du 1er âge du fer, l'urbanisation étrusque semble procéder d'un statut de plaque tournante économique majeur,,. Différents faits archéologiques, corroborés par plusieurs évocations littéraires antiques, mettent en évidence que celle-ci est l'objet d'abondants échanges commerciaux, essentiellement avec les Chalcidiens, les Syro-phéniciens, et les Grecs de Méditerranée orientaleIrollo 2010, p. 76.,,. Cette situation contribue à l'enrichissement de la cité protohistorique, notamment par le biais d'exportations massives de produits manufacturés étrusques de bronze et d'étain, mais également dans une moindre mesure, par la vente de biens de vaissellerie fine ouvragés en terracotta tels que des bucchero à vernis noir,, ou encore des « pythoï » pourvus de dorures à la feuille,,,.
En contre-point, les connaissances que l'on possède sur la cité de « Cisra » à l'époque villano-proto-étrusque et au début de la période orientalisante (du IXe siècle av. J.-C. jusqu'au début du VIIe siècle av. J.-C.) présentent une relative faiblesse en regard de celles correspondant à la fin de cette dernière et à l'ensemble de l'époque archaïsante,. Toutefois, on peut objecter que le complexe funéraire auquel la métropole est associée nous fournit des éléments matériels d'information. La nécropole de Banditaccia, localisée à quelques centaines de mètres est attestée dès le début du IXe siècle av. J.-C. Ces nombreuses infrastructures mortuaires, lesquelles ont fait l'objet de multiples fouilles et découvertes archéologiques majeures, révèlent des indices concrets sur le quotidien social, culturel et économique des citadins du complexe proto-urbain de « Cisra », au cours de la genèse de la civilisation étrusque,,,.
Pour autant, les connaissances que l'on possède de la  métropole étrusque du Latium septentrional, bénéficient d'un élément archéologique concret témoignant de l'existence probable d'un haut personnage, un « Zilath »,,,,,, (l'équivalent du rex en Étrurie). Cette personnalité souveraine, connue sous le patronyme de « Thepharie Velanias »,, (ou « Thebarie Velanias » selon la traduction), aurait régné sur la cité de « Cisra » au cours du VIe siècle av. J.-C..
En l'occurrence, une dédicace à vocation à la fois funéraire et religieuse, dont on a retranscrit la syntaxe apparaissant sur l'un des artéfacts épigraphiques du groupe dit lamelles de Pyrgi,, met en lumière certains faits et événements historiques associés au « zilath » de « Cisra ». La lamelle A de Pyrgi matérialise également les circonstances relatives à la mort du roi étrusque,,,,. En voici la transcription littérale, établie en langue étrusque :
« ita . tmia . icac . he/ramaśva . vatieχe / unialastres . θemia/sa . meχ . θuta . θefa/rie{i} . velianas . sal / cluvenias . turu/ce . munistas . θuvas / tameresca . ilacve / tulerase . nac . ci . avi/l . curvar . teśiameit/ale . ilacve . als′ase/ nac . atranes . zilac/al . seleitala . acnaśv/ers . itanim . heram/ve . avil . eniaca . pul/umχva »
— Scuola Normale Superiore Laboratorio di Storia, Archeologia, Epigrafia, Tradizione dell'antico, Lamelle A de Pyrgi, 2008-2016.

## Dodécapoles padane et campanienne
Selon Tite-Live et Strabon, au VIe siècle av. J.-C., les Étrusques étendirent leur domination dans le nord et dans le sud de l'Italie, particulièrement en Émilie et en Campanie, pour former deux autres régions étrusques (de style colonial, à l'époque) qui prirent le nom d'Étrurie padane et d'Étrurie de Campanie. Pour chacun de ces domaines coloniaux, il est possible de parler de dodécapole. Mais comme pour la dodécapole se situant en Étrurie, il est difficile d'avoir la certitude des cités qui font partie de ces deux dodécapoles.
Pour l'Étrurie campanienne, les cités les plus susceptibles de faire partie de la dodécapole sont: Vulturnum, Nola, Acerrae et Nuceria Alfaterna, et à un degré moindre les cités de Herculanum, Pompéi, Sorrente et Salerne. Pour l'Étrurie padane, les cités de Velzna, Spina et Misano en font certainement partie, et les cités de Ravenne, Caesena, Ariminum, Mutina, Parme, Placentia, Mantua et Mediolanum en faisaient probablement également partie.

Artefact provenant des vestiges de la cité-État de Heba : la tabula Hebana.
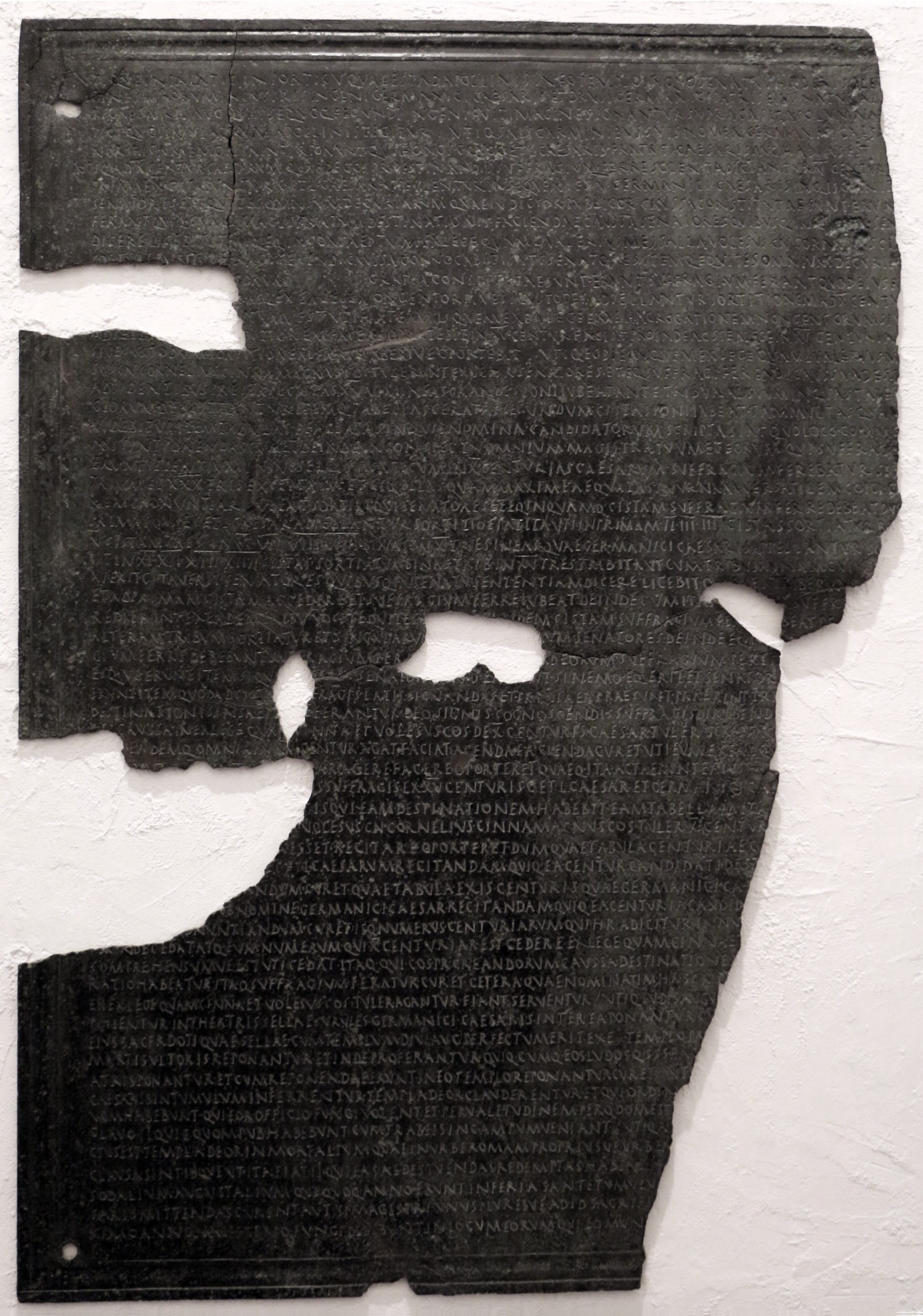
La tablature dite Tabula Hebana, découverte au sein du site archéologique de « Heba »[w][96].